# Hitman (film, 2007)
Hitman är en fransk-amerikansk actionfilm från 2007 i regi av Xavier Gens. Huvudrollen, yrkesmördaren Agent 47, spelas av Timothy Olyphant.

## Handling
En yrkesmördare endast känd som Agent 47 (Timothy Olyphant) utför mord mot betalning och får sina jobb via en organisation kallad The Agency. Efter ett mord som visar sig vara en fälla, blir han inblandad i en politisk konspiration som leder till att han blir jagad av både Interpol och ryska FSB. Nu måste 47 ta reda på vem som beställde mordet, och spåren pekar mot den man som 47 redan dödat.

## Medverkande (urval)
| Timothy Olyphant | – Agent 47         |
| Dougray Scott    | – Mike Whittier    |
| Olga Kurylenko   | – Nika Boronina    |
| Robert Knepper   | – Yuri Marklov     |
| Ulrich Thomsen   | – Mikhail Belicoff |
| Michael Offei    | – Jenkins          |

## Bakgrund
Rollen Agent 47 var tidigare tänkt att spelas av Vin Diesel, men ersattes av Timothy Olyphant.

## Produktion
I februari 2003 meddelade skaparna bakom spelserien Hitman, Eidos och IO Interactive, att en filmatisering var under utveckling, att 20th Century Fox producerade filmen och hyrde manusförfattaren Skip Woods.
Filmen hade premiär i USA den 21 november 2007. Filmen visades inte på bio i Sverige och släppte senare på DVD.
Scenerna som utspelas i Sankt Petersburg är inspelad i Sofia, Bulgarien. Man kan se att de "ryska skyltarna" är på bulgariska.

## Lansering
Filmen släpptes på DVD och Bluray 11 mars 2008 i en utgåva kallad "unrated". I extramaterialet medföljer intervjuer om filmen och dataspelen, borttagna scener och tabbar.

## Uppföljare och reboot
IESB bekräftade att 20th Century Fox hade anlitat författaren Kyle Ward för att skriva manuset till en uppföljare av filmen.  Adrian Askarieh, Daniel Alter och Chuck Gordon återvände som producenter. Amerikanske skådespelaren David Hess, som avled i oktober 2011, berättade att han hade en icke nämnd roll. Timothy Olyphant sa i podcasten Nerdist att han inte är intresserad att återvända i rollen som Agent 47 i en uppföljare. Han berättade också att han bara medverkade i filmen var för att betala sitt nya hus följt av nedläggningen av Deadwood.
Den 5 februari 2013 meddelades att uppföljaren istället ska vara en reboot, med titeln Agent 47, och att rollen skulle spelas av Paul Walker, med reklamfilmregissören Aleksander Bach som sin långfilmsdebut. Filmmanuset skrevs av Skip Woods och Mike Finch. Walker avled dock i en bilolycka 30 november 2013. Inspelningsplatser var planerade i Berlin och Singapore.
Den 9 januari 2014 sa skådespelaren Rupert Friend att han kunde ersätta Walker för rollen som huvudpersonen. Den 12 juni 2014 meddelade 20th Century Fox att filmen, med slutliga titeln Hitman: Agent 47, skulle ha premiär den 27 februari 2015. Den hade premiär i Malaysia och Filippinerna den 19 augusti 2015, i USA den 21 augusti 2015 och i Sverige den 28 augusti 2015.